# Collegio degli Scolopi
L'ex-Collegio degli Scolopi è un grande complesso di Firenze, annesso alla chiesa di San Giovanni degli Scolopi e situato tra via de' Martelli (9-11), via dei Gori, piazza San Lorenzo (6) e borgo San Lorenzo. Già palazzo della famiglia Martelli (che diede il nome alla via), fu sede dell'ordine dei Gesuiti, progettata in grande da Bartolomeo Ammannati, poi ospitò il collegio degli Scolopi e infine, dopo la soppressione dei conventi, divenne scuola. Oggi gran parte dei suoi ambienti sono occupati dal Liceo classico statale Galileo, ma in una parte ha sede anche l'osservatorio Ximeniano, con accesso dalla retrostante Borgo San Lorenzo.

## Storia

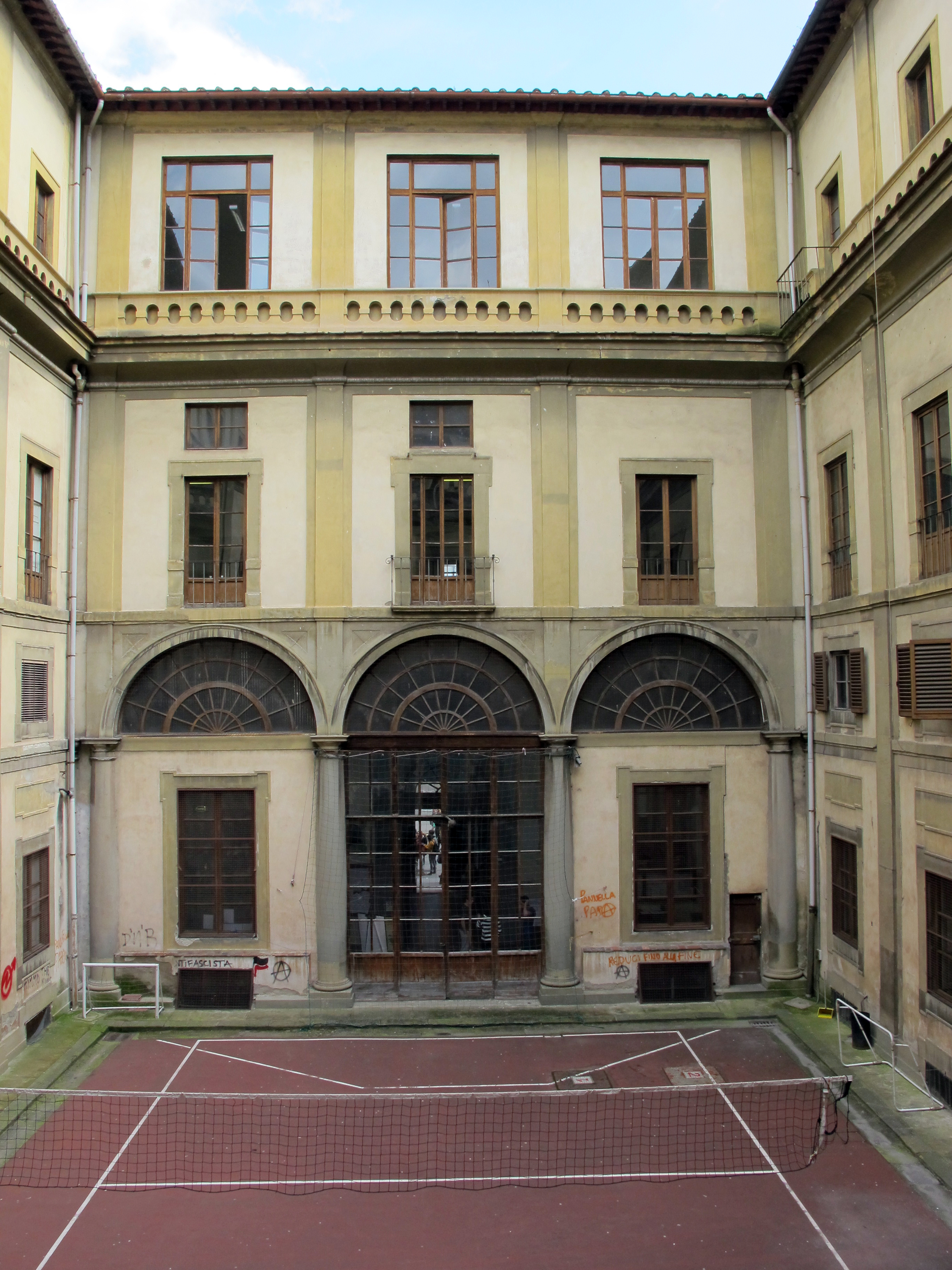
Il cortile

«In origine erano, nell'area dell'attuale convento, molte case di varie famiglia, fra le quali i Martelli e i Gori Ciampelli. Dal lato di piazza San Marco era una casa dei Medici. Nel 1557 la chiesa e le case annesse furono concesse ai Gesuiti che eressero il convento e ampliarono la chiesa. Soppressi i Gesuiti, fu data ai Padri Scolopi che vi istituirono il loro collegio» Fermo restando lo stretto legame tra questo edificio e la vicina chiesa di San Giovannino, si può in particolare individuare come data di origine dell'attuale complesso il 1554, quando parte di quest'area venne concessa, come accennato, da Cosimo I de' Medici ai Gesuiti al fine di fondarvi un collegio. Questi affidarono la progettazione a Bartolomeo Ammannati di modo che, ancor prima della costruzione della chiesa, nel 1579, parte della fabbrica poteva dirsi definita. Tuttavia vari ostacoli non permisero la conclusione dei lavori che, rimasti interrotti per molti anni, ripresero solo nel 1620 sulla base di un progetto di Giulio Parigi.
Ancora nella seconda metà del Seicento il collegio mostrava comunque un notevole grado di indeterminatezza, con un cortile del quale era finito solo il braccio verso via de' Martelli e appena iniziato quello a sud. Tale situazione non mutò fino a che, nel 1686, si incaricò di un nuovo progetto l'architetto granducale Giovan Battista Foggini. Questi aprì un importante cantiere nel 1688, seguito poi sullo scorcio dell'Ottocento da tale Origoni, «...che conferì definitivamente alla struttura un'articolazione planimetrica compiuta e legata alle esigenze funzionali e pedagogiche della Compagnia di Gesù».
La definitiva configurazione del complesso si ebbe comunque nell'Ottocento, con l'acquisto di ulteriori case dei Martelli da parte del Municipio (1836), seguito dall'ampliamento e dalla definizione della facciata su via de' Martelli, dall'ultimazione delle pareti del cortile, e dalle ultime trasformazioni della facciata rivolta su piazza San Lorenzo, il tutto su progetto e direzione dei lavori dell'architetto Leopoldo Pasqui, che chiuse il cantiere nel luglio del 1838. A partire dal 1878 parte della struttura ospita il Liceo classico statale Galileo.

## Descrizione

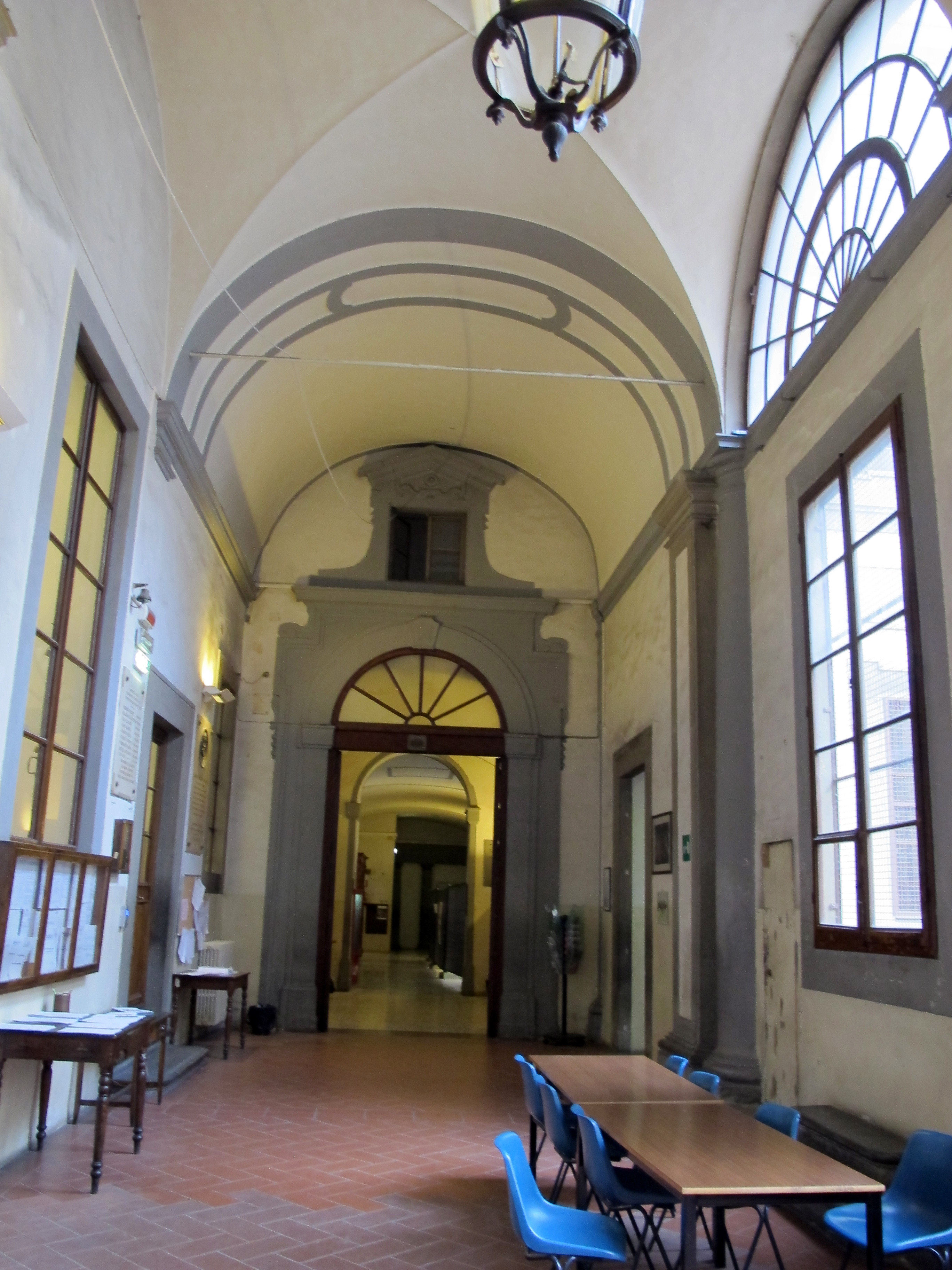
Interno

Esternamente si tratta di un ampio edificio di forme semplici, caratterizzato da una porta di carattere della fine del Seicento e con decorazioni tra le quali è inserito il trigramma di Cristo, arme della Compagnia di Gesù, a individuarlo come iniziale proprietà dei Gesuiti.
Per quanto riguarda l'aspetto del fronte si noti sulla destra del portone al n. 9 un piccolo tabernacolo con una Madonna col Bambino, bassorilievo in marmo già avvicinato alla maniera di Bernardo Rossellino e ora ricondotto a un maestro denominato convenzionalmente proprio da quest'opera "Maestro di Via Martelli" (restaurato nel 1999). Nella parte alta della facciata sono poi quattro scudi a mandorla recanti rispettivamente le armi e le insegne: dei Martelli; del Comune (scalpellato) e degli Scolopi; del capitolo di San Lorenzo e dei Gori Ciampelli; degli Scolopi.
Ricorrono poi tre lapidi che ricordano (nell'ordine, da sinistra): il soggiorno di Leonardo da Vinci nel 1508, che qui coabitò con Giovan Francesco Rustici (posta nel 1919, ma forse nel punto sbagliato, anziché al n. 7); la concessione agli Scolopi delle case dei Martelli, la residenza delle Scuole Pie dal 1775 al 1878.
La letteratura segnala sulla facciata anche un piccolo quadratino con lo stemma del Capitolo di San Lorenzo inscritto in un cerchio, con sotto il numero 30, che tuttavia non è oggi visibile.
Nell'androne è murata una lapide con il Bollettino della Vittoria del generale Diaz.

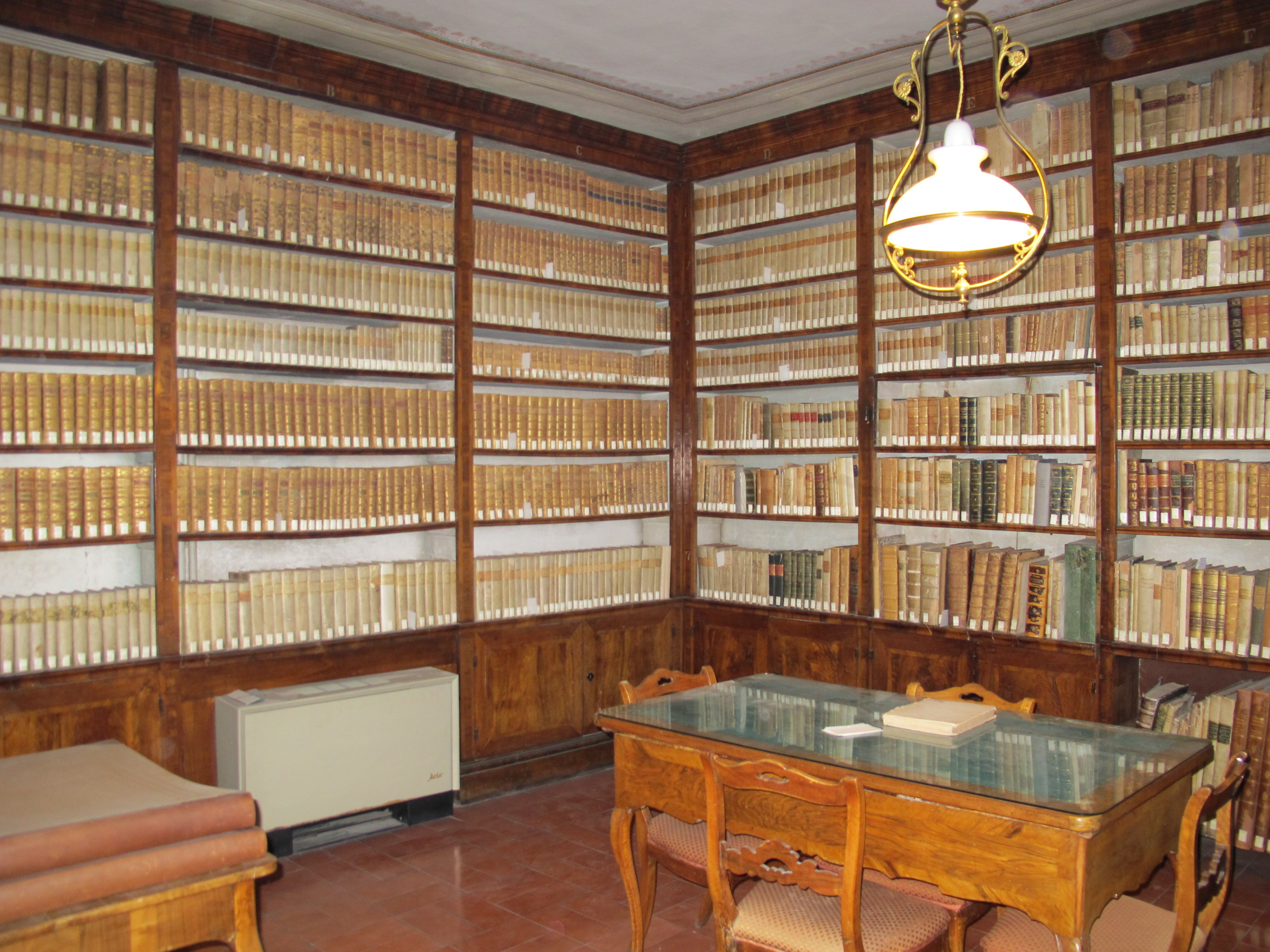
La biblioteca antica dell'Osservatorio Ximeniano

Riguardo alla porzione di piazza San Lorenzo, così scrisse Marcello Jacorossi: «È la parte più semplice e meno adorna dell'ampio edificio che servì lungamente ad uso di convento e collegio. Le linee sono semplici e le parti di pietrame prive di decorazione. I Padri della Compagnia di Gesù ai quali era stata concessa nel 1557 la chiesa di San Giovanni Evangelista, acquistarono le case e le botteghe che erano in questo luogo e le compresero nella nuova fabbrica del loro convento. Nel 1773 ebbero l'ampio locale i Padri delle Scuole Pie e ridussero alla forma presente questa parte del fabbricato». Verso la cantonata di via de' Gori, piccolo ma grazioso tabernacolo che contiene una tavoletta con la testa della Madonna, buon dipinto della seconda metà del XVI secolo. Sul lato di via de' Gori, sempre prossima alla cantonata, è un'iscrizione relativa a un bando degli Otto di guardia e balìa datato al 1698 (?). Nel breve androne d'ingresso sono tre colonne tortili monumentali, da dove si accede all'Osservatorio Ximeniano.
Nella sede dell'Osservatorio sono ospitate due biblioteche specialistiche, una antica e una moderna, i locali per le attrezzature per le misure e numerose collezioni storiche (soprattutto strumenti per trasmissioni radio, osservazioni astronomiche e meteorologiche, strumenti sismologici), disposte in modo da poter essere fruite come un percorso storico-didattico. Vi si trova anche una riproduzione del primo motore a scoppio della storia, di Barsanti Matteucci. Nei locali sono conservate alcune importanti opere del Cinque-Seicento fiorentino, sebbene in collocazioni poco valorizzate, nei pressi del vano scale. Tra queste figurano la Sant'Elena di Giovanni Bizzelli (1587), il San Girolamo sorretto da un angeli, tra i capolavori di Jacopo Ligozzi, e un'Immacolata Concezione di Francesco Curradi.
L'edificio incorpora anche l'antica Torre dei Rondinelli, alla cui sommità è stata ricavata la torre dell'Osservatorio, con la cupoletta bianca per le osservazioni astronomiche, ben visibile da tutta la città.

## Note

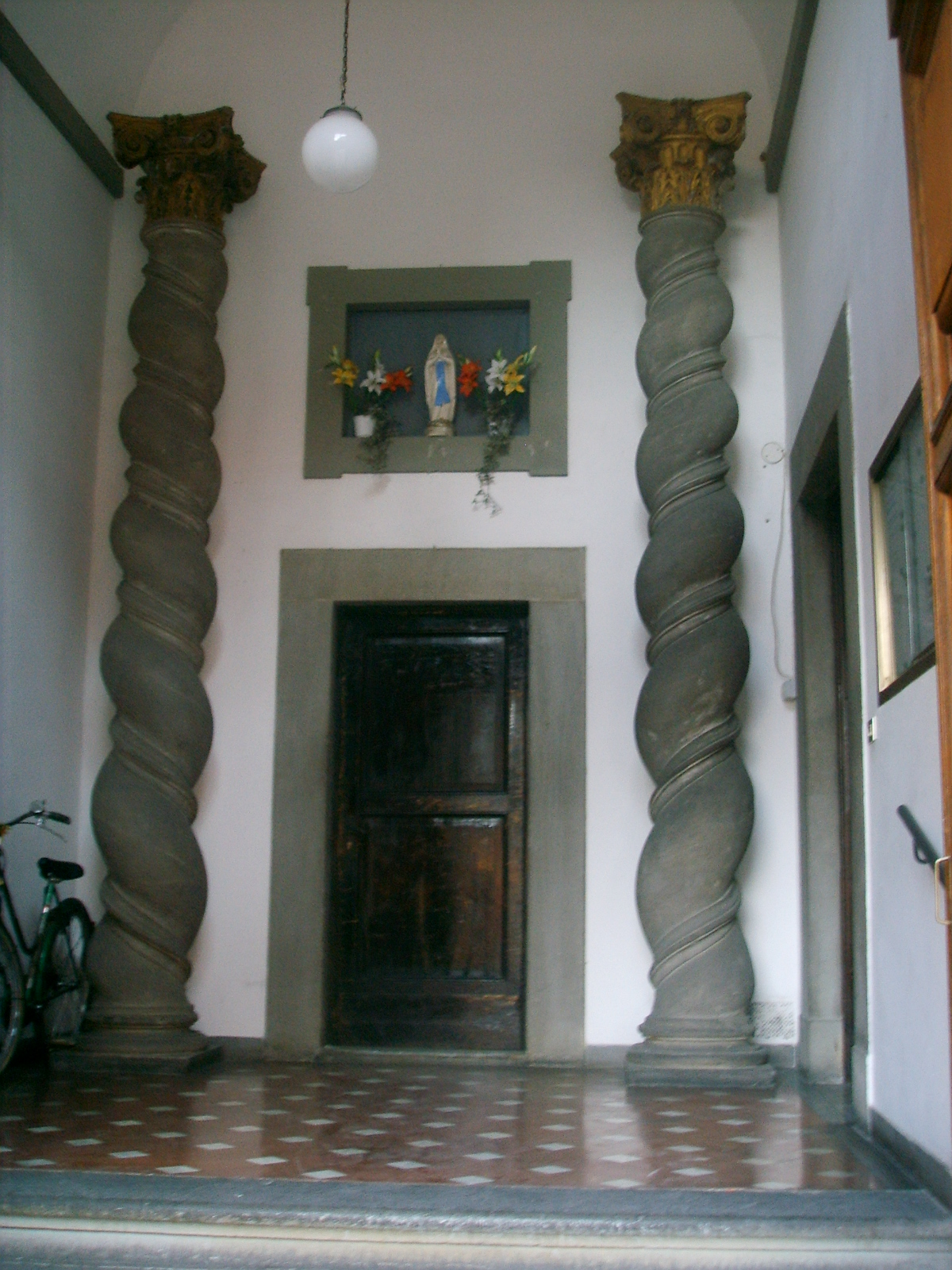
Ingresso su piazza San Lorenzo

## Bibliografia

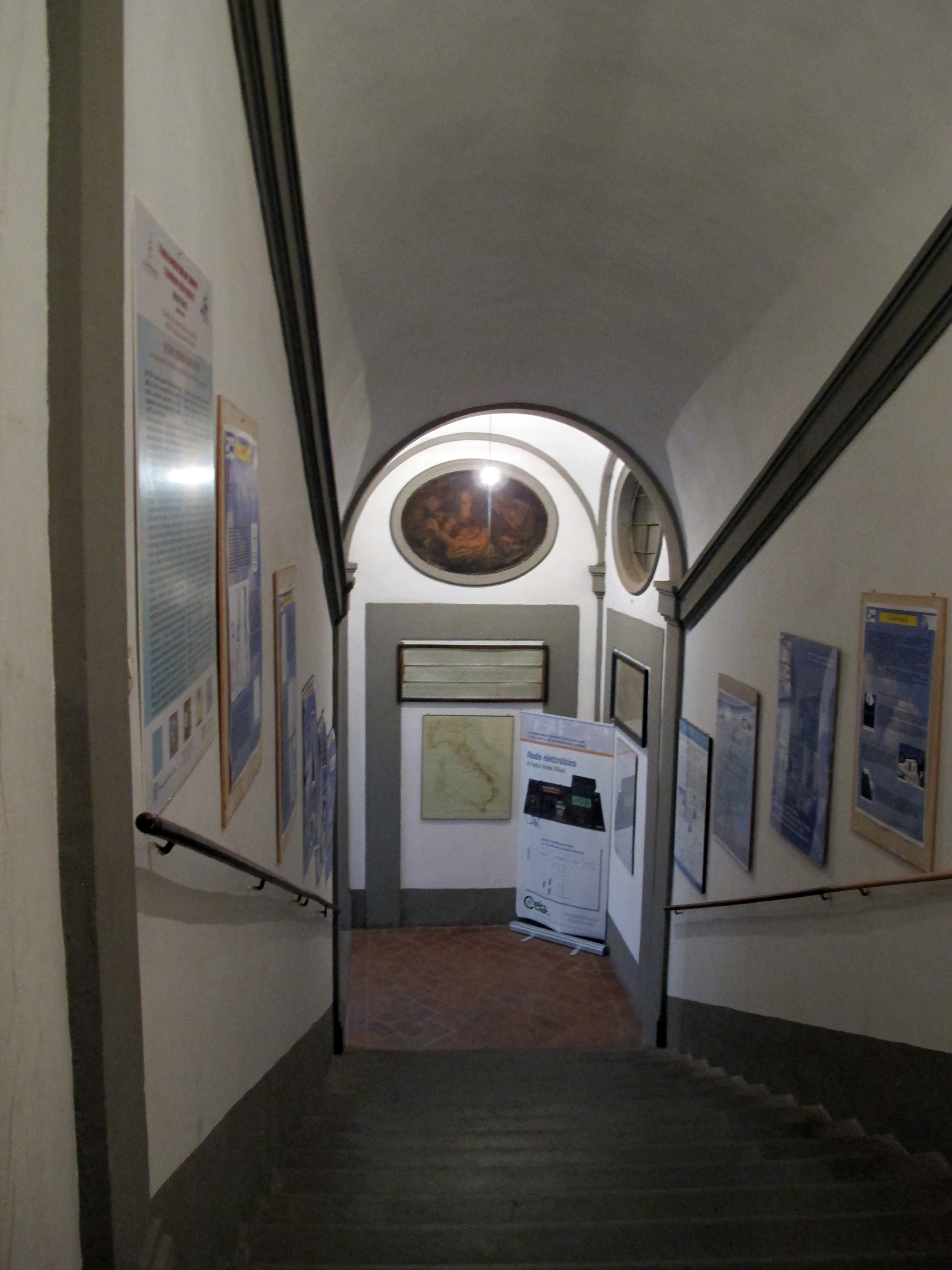
Lo scalone